# Coliade de la luzerne
Colias eurytheme
Espèce
Le Coliade de la luzerne (Colias eurytheme) est un  insecte lépidoptère de la famille des Pieridae, de la sous-famille des Coliadinae et du genre Colias.

## Dénomination
Colias eurytheme a été nommé par Jean-Baptiste Alphonse Dechauffour de Boisduval en 1852.

### Noms vernaculaires
Le Coliade de la luzerne se nomme Orange Sulphur en anglais.

## Description
Le Coliade de la luzerne est un papillon de taille moyenne (son envergure varie de 34 à 55 mm). Les ailes du mâle sont d'une couleur orange ou une partie basale orange et distale jaune, largement bordées de noir avec la cellule à l'aile antérieure  marquée d'un point noir et un point orange à l'aile postérieure.
Les femelles sont plus claires ou blanches.

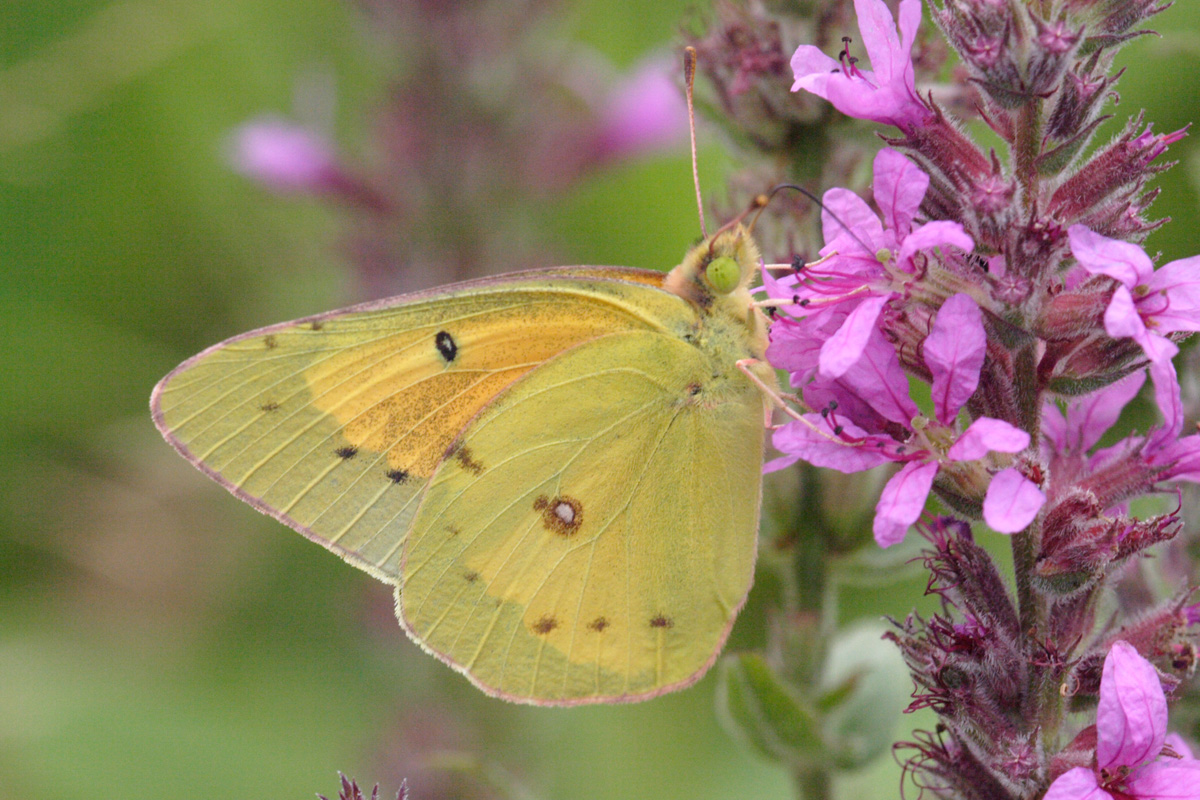
revers de Colias eurytheme

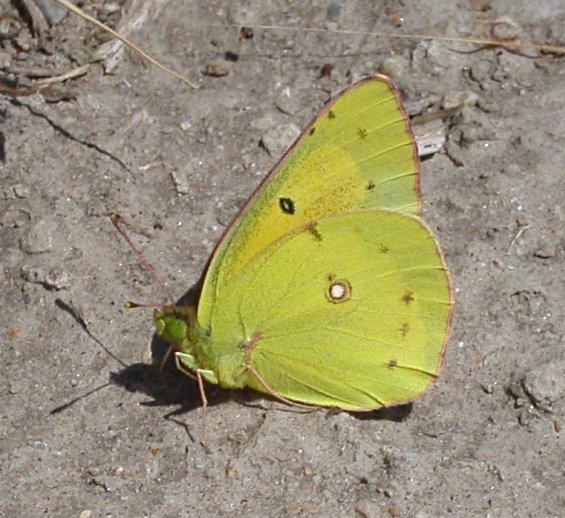
revers de Colias eurytheme

### Chenille
Les chenilles sont vertes ornées une bande foncée sur le dos et des bandes pâles sur les côtés.

## Biologie
Le Coliade de la luzerne vole de mai à novembre, en deux ou trois génération.
Il hiberne au stade de chrysalide.

### Plantes hôtes
Les plantes hôte de sa chenille sont très nombreuses, des Astragalus ( Astragalus drummondii, Astragalus flexuosus, Astragalus racemosus, Astragalus bisulcatus, Astragalus crassicarpus, Astragalus plattensis, Astragalus crotalariae, Astragalus alpinus, Astragalus whitneyi, Astragalus antiselli,des  Baptisia, Cassia, Coronilla, Glycyrrhiza lepidota, Lotus scoparius, Lotus purshianus, Lotus grandiflorus, Lotus crassifolius, Lotus subpinnatus, Lotus strigosus, Lathyrus leucanthus, Lathyrus jepsoni ssp. californicus, Lespedeza, Lupinus minimus, Lupinus perennis, Lupinus succulentus, Lupinus bicolor, Medicago sativa, Medicago hispida, Medicago lupulina, Melilotus officinalis, Melilotus alba, Phaseolus, Pisum sativum, Psoralea, Sesbania exalata, Thermopsis montana, des Trifolium (Trifolium repens, Trifolium nanum, Trifolium pratense, Trifolium reflexum, Trifolium stoloniferum, Trifolium tridentatum, Trifolium longipes, Trifolium wormskjoldii), des Vicia (Vicia americana, Vicia cracca, Vicia angustifolia, Vicia sativa).

## Écologie et distribution
Le Coliade de la luzerne est présent en Amérique du Nord, du Canada au Mexique. Au Canada, il est présent dans les Territoires du Nord-Ouest, le Manitoba, l'Alberta et la Colombie-Britannique et sur presque tout le territoire des États-Unis, mais principalement dans le Colorado, le Nevada, l'Arkansas, l'Illinois, l'Oregon, l'État de Washington, le  Tennessee, le Missouri, le Nouveau-Mexique et la Californie,.

### Biotope
Il réside dans les champs, les prairies et au bord des routes.

### Protection
Pas de statut de protection particulier.

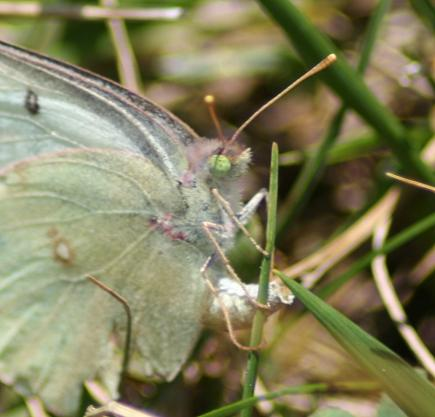
femelle blanche de Colias eurytheme